# کوکو (فیلم ۲۰۰۹)
کوکو (انگلیسی: Cuckoo) فیلمی در ژانر تریلر روانشناسانه است که در سال ۲۰۰۹ منتشر شد. از بازیگران آن می‌توان به ریچارد ای گرانت اشاره کرد.